# La llave (película)
La llave (título original en italiano: La chiave) es una película erótica italiana de 1983 dirigida por Tinto Brass. Ambientada en la Venecia del régimen fascista en los primeros meses de 1940, cuenta la historia de una voluptuosa mujer de unos 40 años que no puede responder a su marido pero sufre un tardío despertar sexual con el prometido de su hija, lo que le permite complacer a su esposo. La película causó escándalo en algunos sectores porque contiene varias tomas explícitas de desnudez y escenas de sexo que involucran a la conocida actriz Stefania Sandrelli. Sin embargo, la cinta finalmente obtuvo un nivel decente de éxito comercial.

## Sinopsis
Desesperado después de veinte años de matrimonio por su incapacidad para despertar a su bella pero inhibida esposa Teresa, el maestro de arte retirado Nino Rolfe registra su amor por ella y su frustración en un diario que él guarda en su escritorio, dejando la llave para que ella lo encuentre. Cuando ella se desmaya después de una fiesta, él la desnuda y el prometido de su hija, Laszlo, le administra una inyección. Laszlo, que subrepticiamente la acariciaba, también se llena de deseo por Teresa y comienza una ardiente aventura con ella.

## Reparto

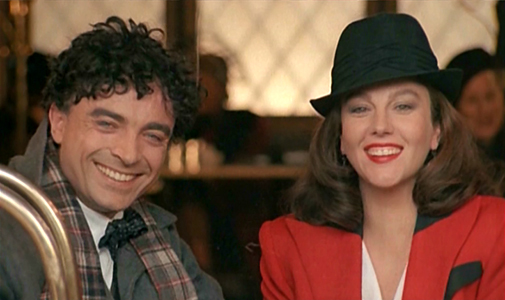
Laszlo y Teresa (Franco Branciaroli y Stefania Sandrelli) en un fotograma de la película.

- Teresa Rolfe: Stefania Sandrelli
- Nino Rolfe: Frank Finlay
- Lisa Rolfe: Barbara Cupisti
- Laszlo Apony: Franco Branciaroli